# Пухова (Дорогичинський район)
Пухова (біл. Пухавая, трансліт.: Puchavaja) — село в Білорусі, у Дорогичинському районі Берестейської області. Орган місцевого самоврядування — Осовецька сільська рада.

## Населення
За переписом населення Білорусі 2009 року чисельність населення села становила 10 осіб.